# Yentl
Yentl és una pel·lícula musical estatunidenca de Barbra Streisand, estrenada l'any 1983. Inspirada en la novel·la d'Isaac Bashevis Singer: Yentl, the Yeshiva Boy (1962). Ha estat doblada al català.

## Argument
Europa de l'Est, any 1904. Yentl, jove noia jueva, refusa el futur tot traçat de dona a la llar al qual se la predestina. Amb el seu pare, estudia secretament el Talmud,  la lectura del qual està prohibit a les dones. A la mort del seu pare, decideix abandonar el seu poble per perfeccionar el seu aprenentatge en una ieixivà, una escola religiosa jueva exclusivament reservada als homes. Per això, es disfressa de noi i és admesa a Bechev amb el nom de Anshel. Però s'enamora ràpidament del seu company d'estudis, Avigdor.
Aquest, promès a la jove Hadass, veu el seu compromís trencat quan la família s'assabenta que el germà d'Avigdor s'ha suïcidat. Refusant no  veure més aquella que estima, Avigdor demana llavors a Anshel/Yentl de casar-se amb Hadass. Amb la finalitat de no trair el seu secret i per amor per Avigdor, Yentl accepta.

## Repartiment
- Barbra Streisand: Yentl / Anshel
- Mandy Patinkin: Avigdor
- Amy Irving: Hadass
- Nehemiah Persoff: Reb Mendel « Papa »
- Steven Hill: Reb Alter Vishkower
- Allan Corduner: Shimmele Allan
- Ruth Goring: Esther Rachel
- David de Keyser: Rabbi Zalman
- Bernard Spear: el sastre
- Doreen Mantle: la Sra. Shaemen
- Lynda Baró: Peshe
- Jack Lynn: el libreter
- Anna Tzelniker: la Sra. Kovner
- Miriam Margolyes: Sarah
- Mary Henry: la Sra. Jacobs
- Robbie Barnett: Zelig
- Ian Sears: David
- Renata Buser: la filla de la Sra. Shaemen
- Norma Atallah: Debra

## Cançons de la pel·lícula
- Where Is It Written? - Yentl
- Papa, Can You Hear Me? - Yentl
- This Is One of Those Moments - Yentl
- No Wonder - Yentl
- The Way He Makes Me Feel - Yentl
- No Wonder (2a part) - Yentl
- Tomorrow Night - Yentl
- Will Someone Ever Look at Me That Way? - Yentl, Hadass
- No Matter What Happens - Yentl
- No Wonder (recuperació) - Yentl
- A Piece of Sky - Yentl

L'album de la banda original comporta igualment dues versions « studio » de The Way He Makes Me Feel i No Matter What Happens.

## Premis i nominacions

### Premis
- Globus d'Or 1984 :
  - Millor pel·lícula musical o còmica
  - Millor director per Barbra Streisand
- Oscars 1984 : Millor música de pel·lícula per Michel Legrand

### Nominacions
- Globus d'Or 1984 :
  - Millor actor en una pel·lícula musical o còmica per Mandy Patinkin
  - Millor actriu en una pel·lícula musical o còmica per Barbra Streisand
  - Millor música de pel·lícula per Michel Legrand, Alan i Marilyn Bergman
  - Millor cançó original per The Way He Makes Me Feel
- Grammy Awards 1984 : Millor album instrumental per una pel·lícula per Michel Legrand, Alan i Marilyn Bergman
- Oscars 1984 :
  - Millor actriu secundària per Amy Irving
  - Millor direcció artística per Roy Walker, Leslie Tomkins, Tessa Davies
  - Millor cançó original per Papa, Can You Hear Me? i The Way He Makes Me Feel (2 nominacions)
- Razzie Awards 1984 :
  - Pitjor actor (sic) per Barbra Streisand
  - Pitjor banda original per Michel Legrand, Alan i Marilyn Bergman

## Rebuda
Yentl va recaptar cinquanta milions de dòlars als Estats Units i el mateixos a la resta del món. El album de la banda original de la pel·lícula va ser  igualment un gran èxit amb més de tres milions d'exemplars venuts. És un triomf personal per Barbra Streisand, que va signar la seva primera pel·lícula com a directora, pel·lícula en la qual es va dedicar en cos i ànima. Li van caldre  més de quinze anys per fer realitat el projecte d'una adaptació cinematogràfica de la novel·la d'Isaac Bashevis Singer. Aquesta té per marc  Polònia, la directora tria rodar a l'ex-Txécoslovàquia  amb la finalitat d'aportar el màxim d'autenticitat a les imatges i contracta David Watkin, cèlebre director de fotografia britànic.
En detriment de l'èxit comercial de la pel·lícula i de les crítiques positives, la cerimònia de les Oscars passarà de Yentl i només li atorgarà un únic Oscar (Millor música de pel·lícula). La critica més freqüent no era sobre el tema de la identitat sexual del personatge principal sinó sobre l'edat de l'actriu : Barbara, amb quaranta-un anys en el moment del rodatge, encarnava en la pel·lícula una jove d'aproximadament vint-i-vuit anys (l'edat del personatge es va augmentar respecte a la novel·la per permetre a Barbra d'estar més creïble en el seu paper).
Isaac Bashevis Singer, del qual Streisand havia rebutjat des del començament el projecte de guió, va considerar durament la interpretació i les tries de direcció de l'actriu, en particular la seva omnipresència a la pantalla, el fet d'atorgar-se llargs passatges cantats que no aportaven res a la història o a l'atmosfera de la pel·lícula, així com un final que considera una traïció al seu personatge i al sentit de la seva obra.